# Tillandsia turneri
Espèce
Tillandsia turneri est une espèce de plante de la famille des Bromeliaceae.

## Liste des variétés
Selon Catalogue of Life (10 juil. 2012) et World Checklist of Selected Plant Families (WCSP) (10 juil. 2012) :
- Tillandsia turneri
  - variété Tillandsia turneri var. orientalis L.B.Sm. 1957
  - variété Tillandsia turneri var. patens L.B.Sm. 1968
  - variété Tillandsia turneri var. turneri Baker 1888